# Лунёв, Руслан Владимирович
Руслан Владимирович Лунёв (азерб. Ruslan Vladimiroviç Lunyov; род. 1989, Баку) — азербайджанский стрелок, член сборной Азербайджана по стрельбе, серебряный призёр чемпионата мира 2022 года по стрельбе из малокалиберного пистолета на 25 м, чемпион Европы 2019 года по стрельбе из малокалиберного пистолета на 25 м, чемпион Европы 2022 года по стрельбе из стандартного пистолета на 25 м, пятикратный победитель Игр исламской солидарности 2017, представлял свою страну на летних Олимпийских играх 2016 года в Рио-де-Жанейро и на летних Олимпийских играх 2020 в Токио.

## Биография
Руслан Лунёв родился в 1989 году в Баку. Его мать, стрелок из пистолета Ирада Ашумова является чемпионкой мира 1985 года, чемпионкой Европы 1985 года и рекордсменкой мира, а также бронзовым призёром летних Олимпийских игр в Афинах 2004 года. Отец Заслуженный тренер Азербайджанской Республики Владимир Лунёв — личный тренер Ашумовой и тренер сборной. Также Владимир Лунёв является личным тренером Руслана.
Стрельбой Руслан Лунёв занимается с 2002 года. На соревнованиях Лунёв начал участвовать в 2006 году. В 2007 году на чемпионате Азербайджана среди юношей в стрельбе на 10 м из пневматического пистолета Руслан Лунёв занял первое место, набрав 383 очка и установив новый национальный рекорд.
В январе 2010 год Руслан Лунёв стал победителем суперфинала международного турнира по пулевой стрельбе Olden Cup, проходившего в Норвегии. В 2013 году стал победителем Кубка имени Шота Квелиашвили в Грузии. В мае 2015 года Руслан Лунёв принял участие на Кубке мира по пулевой стрельбе в американском городе Форт-Беннинг, где в скоростной стрельбе из пистолета выбил в квалификации 577 очков и занял 22-е место среди 55 участников, не пробившись в финал. В июне этого же года на Кубке мира по пулевой стрельбе в Мюнхене Руслан Лунёв в скоростной стрельбе из пистолета выбил в предварительном раунде 579 очков и занял 10-е место среди 76 участников.

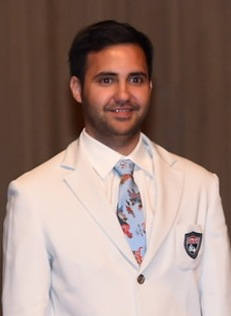
Руслан Лунёв в 2016 году перед Олимпиадой в Рио

В 2016 году Международная федерация спортивной стрельбы выдала Руслану Лунёву «уайлд-кард», благодаря которому он будет выступать на Олимпийских играх в Рио-де-Жанейро. В 2017 году Лунёв завоевал бронзовую медаль в скоростной стрельбе на 25 м на этапе Кубка мира в Дели.
На Исламских играх солидарности 2017 года в Баку Лцнев берёт 5 золотых медалей (4 в личном первенстве и 1 в миксте со своей двоюродной сестрой Нигяр Насировой). Это лучший показатель среди всех участников. Что примечательно если бы ему вместо очередных 2-х золотых медалей достались бы 2 серебряные, в борьбе с чемпионом и рекордсменом мира из Турции (Юсуфом Дикечем), то 1-е место заняла бы сборная Турции, обыграв команду Азербайджана по числу серебряных медалей, сравнявшись по золотым 73/73. В конце года в Финале Кубка Мира, где участвуют только сильнейшие стрелки по итогам года (8-12 спортсменов из 80), занял 4-е место.
В июне 2018 года Руслан стал чемпионом мира среди военнослужащих (25 м) в Туне (Швейцария). По итогам 4-х дневной стрельбы был признан лучшим стрелком чемпионата. На чемпионате мира в Чангвоне (Корея) Руслан занял 5-е место из 115 участников в стрельбе из пневматического пистолета.
В октябре 2018 года стал победителем Финала Кубка Европы в Лиссабоне. В сентябре 2019 года стал чемпионом Европы в Болонье и завоевал лицензию на Олимпийские мгры в Токио. В октябре этого же года стал победителем Финала Кубка Европы в Шатору (Франция).
В марте 2023 года занял второе место на чемпионате Европы, и завоевал путёвку на Летние Олимпийские игры 2024.
В апреле 2023 бронза в скоростной стрельбе (Кубок Мира, Лима, Перу).